# 顾钟骅
顾钟骅（1895年8月—1992年3月）字仲超，是一位中国生物学家。

## 生平
1895年出生于江苏太仓，1910年考入龙门师范学校（上海中学的前身），后回乡任教小学，1918年赴日本东京高等师范学校博物系学习生物，后任江苏省立太仓中学、苏州中学校长。1949年4月，中国人民解放军占领苏州市时，他签发公告称：
|  | 苏城业已解放，本校一切应即恢复常态。今明两日整理各教室宿舍，廿九日起照常上课希各生安心向学、力持镇静。 |

时任中共苏州中学地下党支部书记陈瑞林赞扬他为“有良心的知识分子”。
后在苏州大学、南京师范大学任教，1966年退休。